# Abraham Octavianus Atururi
 (novembre 2019).
Abraham Octavianus Atururi (né le 13 octobre 1950 et mort le 21 septembre 2019) est un homme politique indonésien, gouverneur de la Papouasie occidentale de 2006 à 2017.